# XtremeAir Sbach 342
XtremeAir Sbach 342 là một máy bay trình diễn hai chỗ ngồi, một tầng cánh của Đức được thiết kế bởi Philipp Steinbach cùng với Albert Mylius và được chế tạo bởi công ty XtremeAir GmbH thuộc Hecklingen.
Sbach 342 (tên thị trường của XA42) là máy bay một tầng cánh, cánh đặt thấp làm bằng vật liệu composite và có càng đáp quy ước cố định hai bên thân với một ở đuôi máy bay. Máy bay sử dụng động cơ piston Lycoming AEIO-580-B1A 315 sức ngựa với tuốc bin ba cánh quạt. Máy bay này là phiên bản hai chỗ ngồi theo hàng dọc của máy bay một chỗ ngồi XA 41 (XtremeAir Sbach 300) vốn cùng được một đội thiết kế ở Speyer vào năm 2004. XA42 nhận được chứng nhận kiểu dáng từ Cơ quan An toàn Hàng không Âu châu vào tháng 3 năm 2011. In Tháng 11 năm 2012, máy bay nhận được chứng nhận kiểu dáng từ FAA.

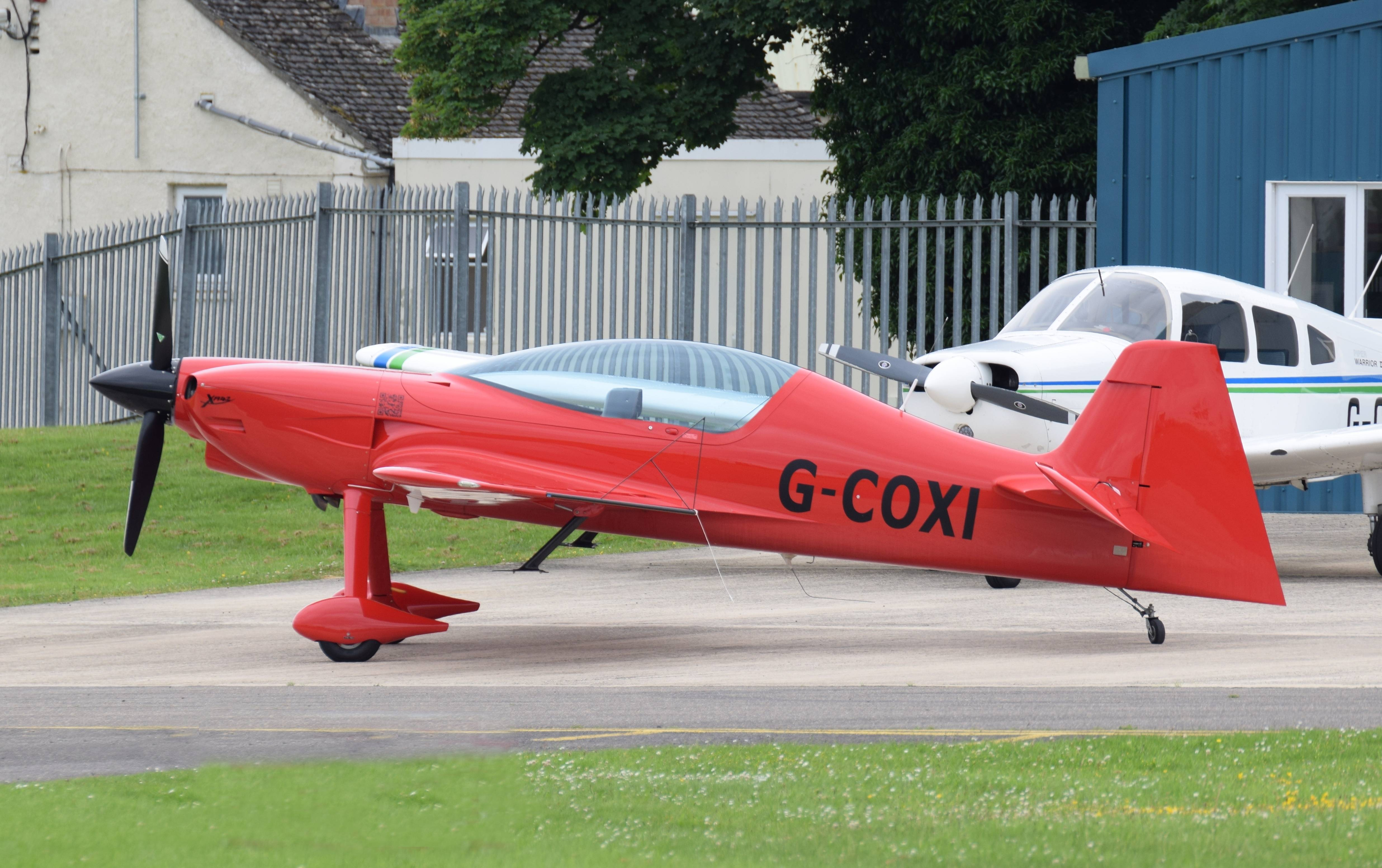
Xtremeair XA42 at Cotswold Airport, Gloucestershire, Anh, 2016

## Thông số kỹ thuật (acrobatic)
Dữ liệu lấy từ Type Certificate Data Sheet
Đặc điểm tổng quát
- Kíp lái: 1
- Sức chứa: 2
- Chiều dài: 6.67 m (21 ft 11 in)
- Sải cánh: 7.5 m (24 ft 7 in)
- Chiều cao: 2.54 m (8 ft 4 in)
- Diện tích cánh: 11.25 m2 (121 ft2)
- Trọng lượng rỗng: 670 kg (1477 lb)
- Trọng lượng có tải: 850 kg (1874 lb)
- Powerplant: 1 × Lycoming AEIO-580-B1A horizontally-opposed six-cylinder piston engine, 245 kW (315 hp)

Hiệu suất bay
- Vận tốc cực đại: 416 km/h (256 mph)
- Trần bay: 4572 m (15000 ft)
- Số G giới hạn: +/- 10
- Vận tốc quay tròn: 450°/sec